# Vícenárodní sbor Sever-východ
Vícenárodní sbor Sever-východ (anglicky: Multinational Corps North East) je nadnárodní sbor NATO složený z německých, českých, polských, dánských, slovenských, litevských, lotyšských a estonských vojáků. Velitelem je polský generál Bogusław Samol.

## Složení
- 14. divize pancéřových granátníků „Hanza“ (Německo)
- 12. mechanizovaná divize (Polsko)
- mechanizovaná divize (Dánsko)